# Ana Caraiani
Ana Caraiani, née en 1984, est une mathématicienne roumano-américaine, qui est chercheuse à la Royal Society University et lectrice à l'Imperial College London. Ses domaines de recherche comprennent la théorie algébrique des nombres et le programme de Langlands.

## Concours de mathématiques
En 2001, Caraiani est devenue la première compétitrice roumaine en 25 ans aux Olympiades internationales de mathématiques, où elle remporte une médaille d'argent. Au cours des deux années suivantes, elle remporte deux médailles d'or,,.
En tant qu'étudiante de premier cycle à l'université de Princeton, Caraiani est deux fois boursière Putnam (la seule femme concurrente au concours de mathématiques William Lowell Putnam à remporter plus d'une fois) et lauréate du prix Elizabeth Lowell Putnam (en),,.

## Formation et carrière
Caraiani est diplômée summa cum laude de Princeton en 2007, avec une thèse de premier cycle sur les représentations galoisiennes supervisée par Andrew Wiles.
Caraiani effectue ses études supérieures à l'université Harvard sous la supervision de l'étudiant de Wiles Richard Taylor, ce qui lui vaut son doctorat. en 2012 avec un mémoire sur la compatibilité local-global dans la correspondance de Langlands,.
Après avoir passé un an en tant qu'instructeur LE Dickson à l'université de Chicago, elle retourne à Princeton et à l'IAS en tant qu'instructrice Veblen. En 2016, elle est nommée Bonn Junior Fellow et elle est transférée au Centre Hausdorff pour les mathématiques. Elle part à l'Imperial College London en 2017.

## Prix et distinctions
En 2007, l'Association for Women in Mathematics décerne à Caraiani son prix Alice T. Schafer,.
En 2018, elle est l'une des lauréates du prix Whitehead de la London Mathematical Society.
Elle est élue membre de l'American Mathematical Society dans la classe 2020, pour « ses contributions à la géométrie arithmétique et à la théorie des nombres, en particulier le programme {\displaystyle p} -adique de Langlands ». Elle est l'une des lauréates 2020 du prix de la Société mathématique européenne.

## Publications
- Local-global compatibility and the action of monodromy on nearby cycles, Duke Math. J., vol 161, 2012, p. 2311–2413, Arxiv
- Local-global compatibility and monodromy for l = p, Algebra & Number Theory, vol 8, 2014, p. 1597–1646. Arxiv
- avec Matthew Emerton (en), Toby Gee (en), D. Geraghty, V. Paskunas, S. W. Shin: Patching and the p-adic local Langlands correspondence, Cambridge Journal of Math., vol 4, 2016, Nr. 2, p. 197–287. Arxiv
- avec Peter Scholze: On the generic part of the cohomology of compact unitary Shimura varieties, Annals of Math., vol 186, 2017, p. 647–766. Arxiv
- avec Patrick B.  Allen, Frank Calegari, Jack Thorne, Toby_Gee, David Helm, Bao V. Le Hung, James Newton, Peter Scholze et R. Taylor, « Potential automorphy over CM fields », Annals of Mathematics, vol. 197, no 3,‎ mai 2023, p. 897–1113 (DOI 10.4007/annals.2023.197.3.2, arXiv 1812.09999)
- avec M. Emerton, T. Gee, D. Geraghty, V. Paskunas, S. W. Shin: Patching and the p-adic Langlands program for GL2(Qp), Compositio Math., vol 154, 2018, p. 503–548. Arxiv.
- Perfectoid Shimura varieties, in: Bryden Cais (éd.), Perfectoid spaces: Lectures from the 2017 Arizona Winter School, Mathematical Surveys and Monographs 242, American Mathematical Society, 2019.
- avec Peter Scholze: On the generic part of the cohomology of non-compact unitary Shimura varieties, Arxiv 2019.
- avec M. Emerton, T. Gee, D. Savitt: Moduli stacks of 2-dimensional Galois representations, Arxiv 2019.